# Artur Gratschjewitsch Dalalojan
Artur Gratschjewitsch Dalalojan (russisch Артур Грачьевич Далалоян; * 26. April 1996 in Tiraspol, Moldau) ist ein russischer Kunstturner.
Sein bisher größter Erfolg ist der Weltmeistertitel im Mehrkampf bei den Turn-Weltmeisterschaften 2018 in Doha. Dazu ist er Weltmeister am Boden, vierfacher Europameister und zweifacher russischer Mehrkampf-Champion (2017–2018).

## Leben
Artur Dalalojan begann im Alter von sechs Jahren mit dem Turnen. Damals lebte er noch in Nowosibirsk, später zog er jedoch mit seiner Familie nach Moskau, wo er sein Training unter Aleksandr Kalinin aufnahm.

## Karriere

### Junioren
Im Jahr 2013 gewann Dalalojan die Bronze-Medaille bei den russischen Junioren-Meisterschaften. Im selben Jahr nahm er an der Gymnasiade in Brasilien teil, bei der sich Russland Team-Gold holte. Er selbst gewann dazu Gold an den Ringen und am Sprung, Silber am Reck und Bronze im Mehrkampf.
An den Junior Europameisterschaften 2014 gewann er mit dem russischen Team die Silbermedaille und qualifizierte sich für die zwei Einzelfinals am Sprung und an den Ringen.

### Senioren
2015 und 2016 nahm er an den russischen Meisterschaften teil, obwohl er für die Olympischen Spiele 2016 in Rio nicht für das russische Team ausgewählt wurde. Ebenfalls im Dezember 2016 gewann er beim Voronin Cup Gold im Mehrkampf.
Der Karrieredurchbruch kam für Dalalojan dann im Jahr 2017, als er russischer Mehrkampf-Champion wurde. Bei seiner ersten Großveranstaltung, den Turn-Europameisterschaften 2017, gewann er Silber im Mehrkampf hinter dem Ukrainer Oleh Wernjajew und Gold am Sprung vor Marian Drăgulescu. Im August desselben Jahres nahm er am Russian Cup in Jekaterinburg teil, gewann dort Gold im Team-Wettkampf und belegte den 4. Platz im Mehrkampf hinter Nikita Ignatjew. In den Einzelfinals gewann er die Goldmedaille am Sprung und zwei silberne am Barren und am Boden.
2018 wurde Dalalojan der erste russische Mehrkampfweltmeister seit 1999. Mit einem Total von 87.598 erreichte er exakt gleich viele Punkte, wie der Chinese Xiao Ruoteng und nur dank der Tie-Break-Regel gewann er aufgrund der besseren Ausführung seiner Übungen die Goldmedaille. In den Einzel-Wettkämpfen war er ebenfalls erfolgreich und wurde Weltmeister am Boden, gewann Silber am Sprung sowie Bronze am Barren. Des Weiteren wurde er mit dem Longines Preis für Eleganz ausgezeichnet.

## Medaillenspiegel
| Jahr | Veranstaltung             | Team   | MK     | BO     | PP | RI     | SP     | BA     | RE     |
| ---- | ------------------------- | ------ | ------ | ------ | -- | ------ | ------ | ------ | ------ |
| 2016 | Voronin Cup               |        | Gold   | Silber |    |        |        |        |        |
| 2017 | Russische Meisterschaften | Gold   | Gold   | 8      | 6  |        | Silber | 4      | 6      |
| 2017 | Europameisterschaften     |        | Silber |        |    |        | Gold   |        |        |
| 2017 | Russian Cup               | Gold   | 4      | Silber |    | 4      | Gold   | Silber |        |
| 2017 | Weltmeisterschaften       |        |        |        |    |        | 8      |        |        |
| 2018 | Tokyo World Cup           |        | 4      |        |    |        |        |        |        |
| 2018 | Russische Meisterschaften | Gold   | Gold   | Silber |    | Bronze |        | 5      | 6      |
| 2018 | Russian Cup               | Gold   | Gold   | Silber |    | Silber | 7      | 4      | Silber |
| 2018 | Europameisterschaften     | Gold   |        | Bronze |    |        | Gold   | Gold   |        |
| 2018 | Weltmeisterschaften       | Silber | Gold   | Gold   |    |        | Silber | Bronze | 8      |